# كوينتلوس
كوينتلوس (باللاتينية: Quintillus) (واسمه الكامل باللغة اللاتينية Lucius Domitius Aurelianus Augustus) هو إمبراطور روماني لبضعة أشهر في أوائل سنة 270.
| سبقه كلاوديوس غوثيكوس | إمبراطور روما 270 | تبعه أوريليان |